# Дружина мандрівника в часі (фільм)
«Дружина мандрівника в часі» (англ. The Time traveler's Wife) — фантастичний фільм Роберта Швентке, екранізація однойменного роману Одрі Ніффенеггер. Головні ролі у фільмі виконують Ерік Бана і Рейчел Мак-Адамс.
Зйомки фільму почалися у вересні 2007 року, при цьому планувалося, що фільм вийде восени 2008 року. Проте випуск фільму було відкладено без будь-яких офіційних пояснень з боку студії. Світова прем'єра фільму відбулася 14 серпня 2009 року. Виданий на DVD — 16 лютого 2010 року. На початку серпня 2018 року було заявлено про початок роботи над серіалом, який поставить Стівен Моффат.

## Сюжет
Це історія про чиказького бібліотекаря Генрі Детембле (нар. 1963) (Ерік Бана) і його дружину Клер Ебшир (нар. 1971) (Рейчел Мак-Адамс), художницю, що робить скульптури з паперу. Генрі хворий рідкісним генетичним захворюванням — хрононедостатністю, що мимоволі змушує його подорожувати в часі. Коли 20-річна Клер зустрічає 28-річного Генрі в бібліотеці Ньюберрі в 1991 році, він її ніколи раніше не бачив, хоча вона знала його більшу частину свого життя.
Подорожі Генрі в часі починаються в 5-річному віці, що врятувало його від загибелі в автокатастрофі. Зазвичай він переміщається вперед і назад відносно свого власного життя. Від нього не залежить, куди, коли і на скільки він зникає. Його місця призначення пов'язані з його підсвідомістю, найбільш часто він потрапляє в місця і час, пов'язані з його власною історією. Часто подорожі викликаються яким-небудь стресом. Генрі нічого не може взяти з собою ні в минуле, ні в майбутнє, він з'являється голим і вимушений шукати собі одяг і їжу. Він набуває цілого ряду навичок виживання, таких, як злом замків, самозахист і кишенькова крадіжка. Багато чого з цього він вчиться від більш старшого самого себе.
Одного разу їхні лінії життя сходяться в реальному часі в бібліотеці — їхня перша зустріч у його хронології — і Генрі починає подорожувати в дитинство і юність Клер в Мічиган, початок 1977 року, коли Клер 6 років. В одне зі своїх перших відвідувань (з її точки зору) Генрі дає їй список дат своїх появ, Клер записує в свій щоденник і завжди пам'ятає, що йому потрібно принести одяг і їжу. З часом їхні стосунки стають дуже тісними. В останній візит Генрі в юності Клер в 1989 році, коли їй було 18 років, Генрі її вперше поцілував. Після цього вона його не бачила два роки до зустрічі в бібліотеці.
Клер і Генрі одружилися, причому молодий Генрі несподівано зникає з церемонії, а замість нього з'являється 40-річний Генрі. Незабаром радість подружжя затьмарюється появою з майбутнього Генрі, який смертельно поранений з вогнепальної зброї. З заведенням дітей у подружжя проблеми: припускають, що генетична аномалія у спадок дістається плоду і він теж подорожує, що закінчується викиднем у Клер. Після декількох викиднів Генрі, бажаючи запобігти майбутньому болю Клер, таємно робить собі вазектомію. Але одного разу до Клер Генрі приходить з минулого (роки до нинішнього) і після ночі любові з ним Клер знову вагітніє. Але цього разу все закінчується добре: у них народжується дочка Альба (Гейлі Макканн), яка має таке ж генетичне відхилення, але, на відміну від Генрі, має деякий контроль над цим. Незадовго до її народження Генрі потрапляє в майбутнє і зустрічає 10-річну Альбу на екскурсії в школі і дізнається, що він помре, коли їй буде п'ять років.
В 43 роки, свій останній рік життя, Генрі здійснює подорож у зимовий час і за ним починають гнатися. Він забирається у вагон товарного потяга, але його замикають, і він сильно замерзає. Через переохолодження та обмороження йому роблять операцію на нозі, коли він повертається у сьогодення, і в результаті йому доводиться на декілька місяців сісти в інвалідний візок. Генрі і Клер обоє знають, що, не маючи можливості нормально пересуватися під час своїх подорожей, він помре в найближчій з них. У підсумку так і трапляється: напередодні Нового 2006 року Генрі потрапляє в мічиганський ліс 1984-го року, і в нього випадково стріляє на полюванні батько Клер (він цілився в оленя, але промахнувся). Генрі повертається у сьогодення і помирає на руках Клер і Альби.
Але 4 роки по тому Генрі з минулого ще раз з'являється в життя Клер. Генрі знаходить одяг на тому ж місці, що й раніше, в мічиганському лісі, спочатку він зустрічає Альбу, яка грається з друзями, Альба кличе Клер, а коли та приходить, він говорить Клер, що не сказав їй, що ще прийде, щоб вона не провела все своє життя в очікуванні. Після цього він знову зникає...

## В ролях
| Актор             | Роль                          |
| ----------------- | ----------------------------- |
| Ерік Бана         | Генрі Детембл                 |
| Рейчел Мак-Адамс  | Клер Ебшир                    |
| Рон Лівінгстон    | Гомес Гомес (хлопець Черісс)  |
| Джейн Маклін      | Черісс (подруга Клер)         |
| Стівен Тоболовскі | Девід Кендрік (лікар)         |
| Арлісс Говард     | Річард Детембл (батько Генрі) |
| Бруклінн Пру      | Клер Ебшир (молода)           |
| Алекс Ферріс      | Генрі Детембл (молодий)       |
| Хейлі Маккан      | Альба Детембл (9-10 років)    |
| Татум Маккан      | Альба Детембл (4-5 років)     |
| Мішель Нолден     | Аннетт Детембл (мати Генрі)   |
| Меггі Касл        | Алісія Ебшир (сестра Клер)    |
| Фіона Рейд        | Люсіль Ебшир (мати Клер)      |
| Філіп Крейг       | Філіп Ебшир (батько Клер)     |
| Брайан Біссон     | Марк Ебшир (брат Клер)        |

## Створення фільму
Права на екранізацію роману Одрі Ніффенеггер 2003 року «Дружина мандрівника у часі» були придбані виробничою компанією Дженніфер Еністон і Бреда Пітта Plan B Entertainment, спільно з New Line Cinema, ще до того, як роман було опубліковано. Ніффенеггер заявила в інтерв'ю, що вона думала про те, якою може бути екранізація книги, поки писала роман. На питання про перспективи перетворення роману на кінофільм Ніффенеггер сказала: «У мене є мій маленький фільм, який я можу побачити в своїй голові. І я боюся, що щось буде змінено або вирізано. В той же час це захопливо і страшно, тому що тепер персонажі будуть існувати окремо від мене.».
У вересні 2003 року студія найняла сценариста Джеремі Левена, щоб написати адаптований сценарій роману. Режисери Стівен Спілберг і Девід Фінчер висловили зацікавленість у проекті, хоча і не брали участь у переговорах на роль режисера. У березні 2005 року режисер Гас Ван Сент вступив у переговори зі студією на місце глави проекту. Подальші переговори не проводилися, а в листопаді 2006 року найняли режисера Роберта Швентке, щоб очолити проект.
У січні 2007 року New Line Cinema найняли сценариста Брюса Джоела Рубіна для зміни сценарію Левена. Ерік Бана і Рейчел Мак-Адамс пройшли проби в квітні 2007 року. Зйомки почалися в Торонто 10 вересня 2007 року. Також частина фільму знімалася в Гамільтоні. На ранніх етапах виробництва фільму на роль Генрі готували Едрієна Броуді, а на роль Клер — Еву Грін. Випуск фільму спочатку було заплановано на осінь 2008 року, але було відкладено без будь-яких офіційних пояснень з боку студії. Фільм було випущено Warner Brothers 14 серпня 2009 року.

## Музика до фільму
Музику до фільму написав композитор Майкл Денна, який записував її разом з Hollywood Studio Symphony на Ocean Way Studios протягом осені 2008 року.

## Відгуки
Фільм отримав більшою мірою негативні відгуки кінокритиків. На сайті Rotten Tomatoes у фільму 38 % позитивних рецензій критиків з 152. На Metacritic картина отримала 47 балів зі 100 на основі 31 рецензії.

## Відмінності від книги
В основному сюжет ідентичний книзі, але фінальна частина має деякі відмінності:
- В книзі у Генрі відморожено обидві ноги і їх ампутували, а у фільмі перемерзла тільки одна і Генрі був в інвалідному кріслі тільки деякий час.
- Знаючи про швидку смерть, Генрі залишив Клер лист, де попросив ніколи не чекати його, даючи Клер зрозуміти, що ще прийде.
- У фільмі Генрі прийшов з минулого через 4 роки після смерті, а в книзі він прийшов, коли Клер було 82. Крім того, йому було 43, а не 39.